# Hoplia zaragozai
Hoplia zaragozai är en skalbaggsart som beskrevs av Carillo-ruiz 2011. Hoplia zaragozai ingår i släktet Hoplia och familjen Melolonthidae. Inga underarter finns listade i Catalogue of Life.